# Les Bouchers
Les Bouchers est une peinture à l'huile sur toile du peintre et graveur italien maniériste de la Renaissance tardive Bartolomeo Passarotti (1529-1592). Peinte dans les années 1580, cette œuvre est conservée à Rome à la galerie nationale d'Art ancien.

## Analyse
Dans l'antre du boucher, l'affairement et la mort règnent. Il est difficile aujourd'hui de saisir la dimension symbolique de cette iconographie dans l'Italie des réformes religieuses. Le rapprochement physique de l'homme avec l'animal hybride les règnes du vivant : en exhibant la hure de sanglier, le jeune boucher semble s'attribuer la puissance sexuelle de l'animal réputé comme l'un des animaux les plus luxurieux depuis Aristote